# Cát (họ)
Cát là một họ của người châu Á. Họ này có mặt ở Trung Quốc (chữ Hán: 葛, Bính âm: Ge) và Triều Tiên (Hangul: 갈, Romaja quốc ngữ: Gal). Họ này đứng thứ 44 trong danh sách Bách gia tính.
Ở Trung Quốc và Triều Tiên còn một họ nữa cũng có âm Cát là họ (吉) (chữ Hán: 吉, Bính âm: Jí), (Hangul: 길, Romaja quốc ngữ: Gil). Họ này đứng thứ 190 trong danh sách Bách gia tính.

## Người Trung Quốc họ Cát (葛) nổi tiếng
- Cát Hồng, triết gia thời nhà Tấn
- Cát Dân Huy, nghệ sĩ Hồng Kông
- Cát Lương Đình, diễn viên Đài Loan
- Cát Ưu, diễn viên Trung Quốc

## Người Trung Quốc họ Cát (吉) nổi tiếng
- Cát Hồng Xương, một vị tướng và một người yêu nước Trung Hoa
- Cát Tinh Văn, tướng lĩnh kháng Nhật Trung Quốc
- Cát Bỉnh Hiên, chính khách nước Cộng hòa Nhân dân Trung Hoa